# Binot Paulmier de Gonneville

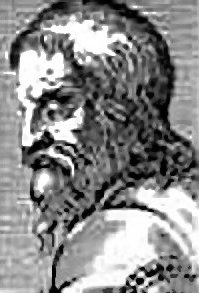
Binot Paulmier de Gonneville.

Binot Paulmier de Gonneville, född under 1400-talet i Dieppe, död under 1500-talet i Gonneville-sur-Honfleur, var en fransk sjöfarare.
Gonneville företog 1503–1504 en resa i sydliga farvatten. Han sökte Terra Australis och upptäckte ett okänt land, som har antagits vara Madagaskar. Det står nu klart att det istället var området runt Ilha de Santa Catarina i Brasilien som han besökte. Gonneville medförde därifrån till Frankrike en infödd kungason, Essomericq, vilken han adopterade och gifte bort med sin systerdotter. En sonsons son till denne publicerade 1663 en berättelse om Gonnevilles resa.